# Fårskäret
Fårskäret är en ö i Finland. Den ligger i Norra kvarken och i kommunen Vasa i den ekonomiska regionen  Vasa i landskapet Österbotten, i den västra delen av landet. Ön ligger omkring 16 kilometer väster om Vasa och omkring 380 kilometer nordväst om Helsingfors.
Öns area är 44,8 hektar och dess största längd är 1 kilometer i öst-västlig riktning.